# Doliće (Serbia)
Doliće (cyr. Долиће) – wieś w Serbii, w okręgu zlatiborskim, w gminie Sjenica. W 2011 roku liczyła 290 mieszkańców.